# Repêchage d'expansion de la LNH 1998
Ne pas confondre avec le repêchage d'entrée dans la LNH 1998.
1993 1999

Le repêchage d'expansion de la LNH de 1998 fut celui des Predators de Nashville, la 27e des franchises de la Ligue nationale de hockey. Tenu le 26 juin 1998, le repêchage compta 26 tours ; les Predators durent choisir un joueur laissé sans protection par ces équipes. Le repêchage compta quelques choix fort intéressants, comme Mike Richter et Uwe Krupp, qui devenaient agents libres sans compensations le 1er juillet. Les Predators savaient bien qu'ils n'avaient que peu de chances de les faire signer, mais ils les choisirent quand même, puisqu'on leur donna un choix de repêchage compensatoire au repêchage d'entrée dans la LNH 1999.
La première saison des Predators fut la saison 1998-1999 de la LNH.

## Les choix des Predators de Nashville
| Joueur                  | Position | Repêché de                |
| ----------------------- | -------- | ------------------------- |
| Frédéric Chabot         | G        | Kings de Los Angeles      |
| Mike Dunham             | G        | Devils du New Jersey      |
| Mikhail Shtalenkov      | G        | Mighty Ducks d'Anaheim    |
| Mike Richter            | G        | Rangers de New York       |
| Tomáš Vokoun            | G        | Canadiens de Montréal     |
| Joël Bouchard           | D        | Flames de Calgary         |
| Bob Boughner            | D        | Sabres de Buffalo         |
| Jean-Jacques Daigneault | D        | Islanders de New York     |
| Al Iafrate              | D        | Sharks de San José        |
| Uwe Krupp               | D        | Avalanche du Colorado     |
| John Slaney             | D        | Coyotes de Phoenix        |
| Rob Zettler             | D        | Maple Leafs de Toronto    |
| Chris Armstrong         | D        | Panthers de la Floride    |
| Blair Atcheynum         | AD       | Blues de Saint-Louis      |
| Paul Brousseau          | A        | Lightning de Tampa Bay    |
| Doug Brown              | AD       | Red Wings de Détroit      |
| Andrew Brunette         | AG       | Capitals de Washington    |
| Patrick Côté            | AG       | Stars de Dallas           |
| Jeff Daniels            | AG       | Hurricanes de la Caroline |
| Craig Darby             | C        | Flyers de Philadelphie    |
| Doug Friedman           | AG       | Oilers d'Edmonton         |
| Tony Hrkac              | C        | Penguins de Pittsburgh    |
| Greg Johnson            | C        | Blackhawks de Chicago     |
| Denny Lambert           | AG       | Sénateurs d'Ottawa        |
| Mike Sullivan           | C        | Bruins de Boston          |
| Scott Walker            | AD       | Canucks de Vancouver      |